# Vorspieler
Als Vorspieler werden in einem Sinfonieorchester Orchestermusiker bezeichnet, die keine Konzertmeister oder Stimmführer einer Streichinstrumentengruppe sind, sich aber dennoch durch erweiterte Aufgaben von reinen Tuttispielern unterscheiden.
In kleineren Orchestern übernimmt ein Vorspieler der 1. Violinen häufig die Vertretung des Konzertmeisters. Bei größeren Orchestern, wo in der Regel zwei Konzertmeister sich das erste Pult teilen, sitzen die Vorspieler am Pult dahinter.
Vorspieler sorgen dafür, dass die Zeichen und Spielanweisungen der Stimmführer auch an die Spieler an den hinteren Pulten weitergegeben werden. Bei Stücken, in denen die Streicher mehrere Solostimmen zu spielen haben, übernehmen die Vorspieler nach den Konzertmeistern diese Parte. Ebenfalls übernehmen sie die Stimmführung, wenn ein Streicherpart divisi notiert ist und der Konzertmeister nicht alle Stimmen führen kann.